# Désiré Luc Massart
Professor Désiré Luc Massart (8 december 1941 - 26 december 2005) was een Belgisch scheikundige, gespecialiseerd in analytische scheikunde, voedingsleer, en een van de grondleggers van de chemometrie.
Hij werd geboren in Gent. Aan de universiteit van die stad werd hij in 1962 licentiaat in de scheikunde, en behaalde hij in 1966 zijn doctoraat in de scheikunde bij Julien Hoste. In 1968 werd hij docent in de analytische scheikunde en directeur van het laboratorium voor analytische scheikunde aan het Farmaceutisch Instituut van de Vrije Universiteit Brussel. In 1974 werd hij er benoemd tot hoogleraar (analytische scheikunde en voedingsleer). Hij doceerde ook chemometrie aan de Université catholique de Louvain en in het Vlaamse interuniversitair programma in industriële farmacie.
Op het moment van zijn overlijden was hij directeur van het Laboratorium voor Farmaceutische en Biomedische Analyse aan de Vrije Universiteit Brussel. Hij was voorzitter van de International Chemometrics Society en hoofdredacteur van het tijdschrift Chemometrics and Intelligent Laboratory Systems. Hij was ook lid van Koninklijke Academie voor Geneeskunde van België, en kreeg verschillende internationale onderscheidingen voor zijn werk op het gebied van de chemometrie.
Hij was auteur of coauteur van 620 wetenschappelijke artikels en 11 boeken, waaronder:
- Vreemde stoffen in onze voeding (nr. 35 in de reeks Monografieën van de Stichting Leefmilieu) (ISBN 9028923225 ) (1980; herwerkt in 1996)
- Handbook of Chemometrics and Qualimetrics (2 delen, resp. ISBN 0-444-89724-0 en ISBN 0-444-82853-2) (1997-98)
- Bijzondere voeding (ISBN 90-5350-900-3) (1999)

Als eerbetoon heeft de Belgian Chemometric Society (BCS) een tweejaarlijkse internationale prijs, de DL Massart Award in Chemometrics, ingesteld voor doctoraatsthesissen in de chemometrie.